# Лириды
Лири́ды — метеорный поток в апреле, метеоры которого кажутся вылетающими из созвездия Лиры.

## Описание
Первое упоминание потока датируется 687 годом до н.э. и зафиксировано в «Цзо чжуань». Регулярность потока в данное время года на данном участке звёздного неба установлена в 1830-х годах:97, а с известной кометой Лириды были связаны 30 годами позже. Эффектные метеорные дожди с очень большими часовыми числами наблюдались в 1803 и 1922 годах, относительно многочисленным поток был также в 1982 году, когда часовое число достигало 90.